# Aubert Côté
Aubert Cote (22 de marzo de 1880, Montreal - 27 de marzo de 1938) fue un luchador canadiense que compitió en los Juegos Olímpicos de 1908 en Londres.
Cote ganó la medalla de bronce olímpica en lucha libre en los Juegos Olímpicos de 1908 en Londres. Llegó tercero en la categoría de peso gallo. Él perdió la semifinal con el ganador de la medalla de oro George Mehnert.